# Piepschuimkever
De piepschuimkever (Alphitobius diaperinus, vroeger ook wel tempexkever genoemd) is een keversoort binnen de familie Tenebrionidae, de zwartlijven. De larve van deze kever is algemeen bekend als kleine meelworm. Vaak wordt deze echter foutief buffaloworm genoemd. De kever komt wereldwijd voor en wordt vaak gezien als plaaginsect. De kever staat bekend als vector van vele pathogene micro-organismen. Sinds 2014 is de kleine meelworm, als larve van de piepschuimkever, toegelaten voor menselijke consumptie in België.

## Beschrijving
De volwassen piepschuimkever is ongeveer 6 millimeter lang en ovaal van vorm. De kever is glanzend zwart of bruinachtig met roodbruine dekschilden, afhankelijk van leeftijd en individu. Het lichaam is bedekt met kleine puntachtige gaatjes. De voelsprieten zijn lichter gekleurd aan de top en bedekt met gelige haartjes. De dekschilden zijn longitudinaal gegroefd.
De eieren zijn smal, witachtig en ongeveer 1,5 millimeter groot. De larven zien eruit als meelwormen, maar zijn kleiner en erg gelijkend op buffalowormen. Ze worden tot 15 millimeter lang. De larven zijn gesegmenteerd en hebben drie paar poten vooraan. Wanneer ze net uit het ei komen zijn de larven wit, maar ze worden stilaan donkerder tot geelbruin. Wanneer ze vervellen worden ze weer bleker. Na 6 tot 11 vervellingen gaan ze over naar het popstadium.

## Verspreiding
De piepschuimkever is sinds lang bekend als plaaginsect. De afkomst is onzeker, maar mogelijk is de kever afkomstig uit Sub-Saharisch Afrika en via Europa gemigreerd naar Noord-Amerika en andere werelddelen.

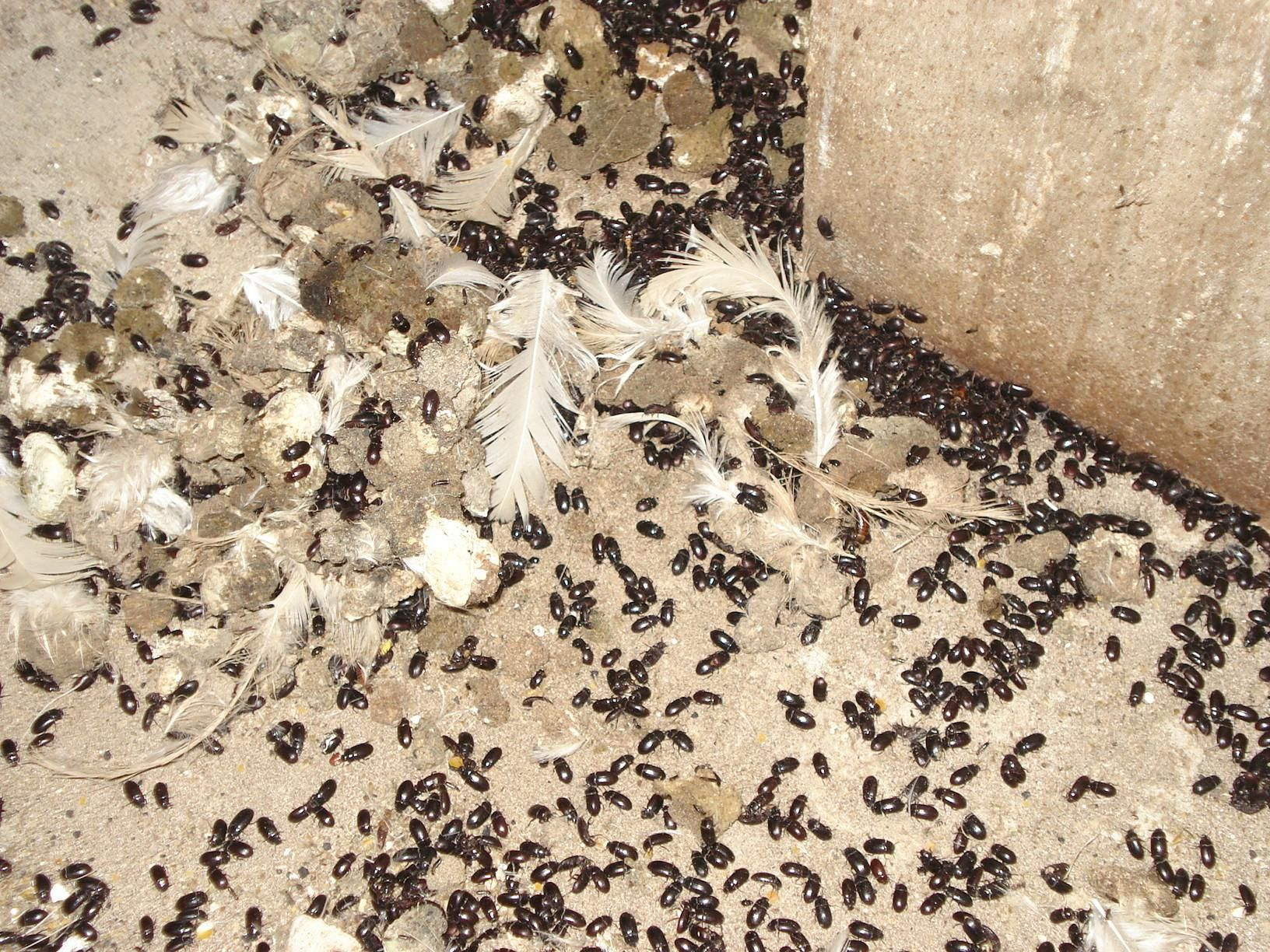
Alphitobius diaperinus in een kippenren

## Leefwijze
Als tropische soort leeft de piepschuimkever in warme, vochtige omgevingen. De kevers leven in grotten en nesten van knaagdieren en vogels. Bovendien koloniseert hij gemakkelijk op plaatsen met voldoende voedsel, bijvoorbeeld in landbouwvoorzieningen (graanopslag, pluimveestallen).
De kever eet een verschillende materialen, gaande van graan en eieren, tot larven van andere insecten, kadavers, afval en mest. Regelmatig doet de kever ook aan kannibalisme van zieke of verzwakte soortgenoten.
Een volwassen vrouwtje legt zo'n 200 tot 400 eieren, maar dat kan oplopen tot 2000, om de paar dagen tijdens gans haar leven (1 tot 2 jaar). Na een week komen de larven uit het ei en groeien in 40 tot 100 dagen uit tot volwassen kever, afhankelijk van voedselvoorziening en omgevingscondities. De larven groeien goed onder vochtige condities en kunnen in hoge densiteit leven. Piepschuimkevers zijn erg actief, maar vooral 's nachts.

## Plaaginsect
De piepschuimkever brengt als plaaginsect het meeste schade toe aan de pluimveesector. Het is namelijk de meest voorkomende kever in afval van pluimveebedrijven. De larven beschadigen de huisvesting van het pluimvee bij het zoeken naar geschikte verpoppingsplaatsen, aangezien ze zich door hout, glasvezel en polystyreenisolatie durven migreren. Verlies van warmte door aangevreten isolatie van de pluimveestallen vormt zo een extra kost. De kever kan het pluimvee lastigvallen door ze te bijten en kan de poten aantasten.
Ook de huisvlieg is een ongewenste bezoeker in pluimveestallen. Ze heeft echter een natuurlijke vijand: spiegelkevers. Die kever kan de huisvliegenplaag onder controle houden, maar de kleine meelworm interfereert met deze wisselwerking door de eieren en larven van de spiegelkevers op te eten.
De piepschuimkever is een vector voor verschillende pathogene micro-organismen. Ze verspreidt meer dan 30 vogelziekten en kan virussen zoals rotavirus, coronavirus, het virus dat Marekse verlamming bij kippen veroorzaakt, vogelgriep, vogelpokken Gumboro en het virus dat de ziekte van Newcastle veroorzaakt overbrengen. Ook bacteriën zoals Campylobacter jejuni, Salmonella Typhimurium, Escherichia coli en Staphylococcussoorten kunnen worden gedragen door de piepschuimkever of haar larven. Slechts een enkele blootstelling van een vogelkuiken aan een besmette kever kan resulteren in bacteriële kolonisatie van de darminhoud. Een hoger risico voor deze kuikens bestaat bij het eten van larven dan bij het eten van volwassen kevers. De kever kan eveneens schimmels zoals Aspergillus overbrengen. Ook voor protozoa, bv. Eimeria, de veroorzaker van coccidiose bij vogels, kan de piepschuimkever een vector zijn. De kever kan tevens drager zijn van vogellintwormen en bepaalde nematoden.
Pluimvee kan bovendien moeilijkheden vertonen bij het verteren van de piepschuimkever en haar larven, met mogelijke darmobstructies of darmschade als gevolg. Vleeskippen en kalkoenen blijken een tragere gewichtstoename te kennen wanneer ze zich voeden met de piepschuimkever. Net zoals andere Zwartlijven, produceren de volwassen kevers specifieke benzochinonen als verdedigingsstoffen die mogelijk irriterend zijn. Bij mensen veroorzaken ze mogelijk astma, hoofdpijn, neus-, oog- en huidontstekingen. De benzochinonen zijn mogelijk carcinogeen.
Nog voor de piepschuimkever problematisch werd in de pluimveesector, was het beter bekend als plaag in bewaarde producten zoals tarwe, gerst, rijst, haver, soja, pinda's, lijnzaad, katoenzaad, tabak. en gedroogd vlees.
Ook als huishoudplaag is de piepschuimkever bekend. De kever bevolkt oud afval en composthopen.

## Beheersing
Momenteel zijn er weinig biologische bestrijders bekend die effectief zijn tegen de piepschuimkever of de kleine meelworm. De schimmel Beauveria bassiana is een pathogeen voor arthropoden die mogelijk nuttig kan zijn als bestrijdingsorganisme. Ook sommige protozoa en spinnensoorten zijn bekend als natuurlijke vijanden van de piepschuimkever.
Met behulp van het insecticide carbaryl kan de piepschuimkever beheerst worden. Pyrethroïden en boorzuur worden ook gebruikt. Grote uitbraken van populaties zijn vaak oncontroleerbaar en sommige populaties blijken een weerstand op te bouwen tegen verschillende stoffen. Resisentie komt vaker voor bij jarenlange herhaaldelijke behandelingen. Insecticiden zijn bovendien niet ideaal als bestrijdingsmiddel omdat ze het pluimvee contamineren en bijvoorbeeld ondergronds niet effectief zijn.
Goed onderhoud en deftige hygiëne kunnen de piepschuimkever onder controle houden, aangezien de kever zich verspreidt met opgestapeld afval en mest.

## Nuttig gebruik
In musea worden piepschuimkevers gebruikt om karkassen te zuiveren en te ontdoen van weefsels.
De larven zijn, net als andere meelwormen, nuttig als voedselbron voor bijvoorbeeld reptielen als huisdier of in dierentuinen. Zo worden ze bijvoorbeeld als voeder voor schildpaddenjongen gebruikt omdat de kevers erg beweeglijk zijn en zo het eetgedrag van de schildpadden bevordert.
Sinds mei 2014 is de kleine meelworm ook toegelaten als eetbaar insect voor menselijke consumptie. De kleine meelwormen worden onder andere verwerkt in burgers en andere snacks en zijn een veelbelovende, proteïnerijke vleesvervanger. 